# Karl Alois Wucherer von Huldenfeld
Karl Alois Freiherr Wucherer von Huldenfeld, auch Carl Aloys Freiherr Wucherer von Huldenfeld (* 21. Juni 1845 in Döbling; † 7. August 1914 in Graz), war ein österreichischer Hofbeamter, Besitzer eines Familienfideikommisses und Komtur und zuletzt Großkomtur des Deutschen Ritterordens.

## Leben und Wirken
Er stammte aus einem in den Freiherrenstand erhobenen Patriziergeschlecht aus der Stadt Nördlingen und war der Sohn des k. k. Hofrates Peter Wucherer von Huldenfeld und dessen Ehefrau, der geborenen Gräfin Bertha Cerrini de Monte Varchi, Tochter des Karl Cerrini de Monte Varchi. Als solcher kam er in einem Vorort von Wien 1845 zur Welt.
Sein Vater war Leiter des politischen Bezirksamtes zu Eger in Böhmen, Kreisvorsteher des Kreises Eger, Ehrenbürger der Städte Eger und Franzensbad und Mitglied der Landesvertretung für das Königreich Böhmen als Abgeordneter der Landgemeinden im Wahlbezirke Plan. Für seine Verdienste in diesem Wirkungskreise wurde er am 22. April 1868 mit dem Ritterkreuz des Leopoldordens ausgezeichnet.
Im Alter von elf Jahren wurde Karl Alois 1856 als k. k. Edelknabe und Zögling in die theresianische Ritterakademie in Wien aufgenommen, aus der er 1864 in die kaiserliche Armee eintrat. 1866 wurde er zum Leutnant im 48. Infanterie-Regiment Erzherzog Ernst Karl befördert, 1879 Oberleutnant und 1885 Hauptmann. Als solcher wurde er dem Hofstaat des Erzherzogs Wilhelm von Österreich zugeteilt. In dieser Stellung befand er sich noch 1887. Da Erzherzog Wilhelm Hochmeister des Deutschen Ordens war, wurde auch Wucherer von Huldenfeld in diesen Orden aufgenommen.
Als das Regiment 1878 im bosnischen Okkupationsfeldzug kämpfte, tat er sich als Oberleutnant so hervor, dass er mit dem Militärverdienstkreuz mit der Kriegsdekoration ausgezeichnet wurde.
Freiherr Wucherer von Huldenfeld war k. k. Kämmerer, Besitzer des Familienfideikommisses und zuletzt Großkomtur des Deutschen Ritterordens.